# Stein Tønnesson
Stein D. Tønnesson (* 2. Dezember 1953) ist ein norwegischer Historiker. Seit 2001 ist er der Direktor des International Peace Research Institute Oslo (PRIO). 

## Leben
Tønnesson studierte an den Universitäten von Aarhus und Oslo. 1991 promovierte er in Oslo in Geschichte und erhielt daraufhin den Doktor phil. Er forschte über die Themengebiete Revolution, Vietnam-Krieg, nationale Einheit in Südostasien, Konflikte im Südchinesischen Meer und norwegische Sportgeschichte. Tønnesson war auch als Journalist tätig. Seine Interessen in den letzten 10 Jahren waren insbesondere globale Geschichte, Globalisierung und die Dekaden relativen Friedens in Südostasien seit 1979. 
Tønnesson war Professor für Studien zur Menschlichen Entwicklung am Center für Entwicklung und Umwelt an der Universität Oslo und Forschungsbeauftragter am Nordischen Institut für Asien-Studien (NIAS) in Kopenhagen. Er hat zahlreiche Bücher zu seinem Forschungsgebiet veröffentlicht.
Tønnesson ist mit der norwegischen Historikerin Bodil Stenseth verheiratet. 